# 佐倉街道
佐倉街道（さくらかいどう）とは、江戸時代の脇街道の一つで、佐倉城を終点とするもの。大別して2つのものが存在する。江戸時代史では、その2つの佐倉街道を区別するために、便宜上、水戸街道新宿の追分～佐倉を結ぶ佐倉街道を「水戸佐倉道」、寒川湊（現在の千葉港）と佐倉を結ぶ佐倉街道を「千葉佐倉道」と呼び分ける場合がある。

## 水戸佐倉道

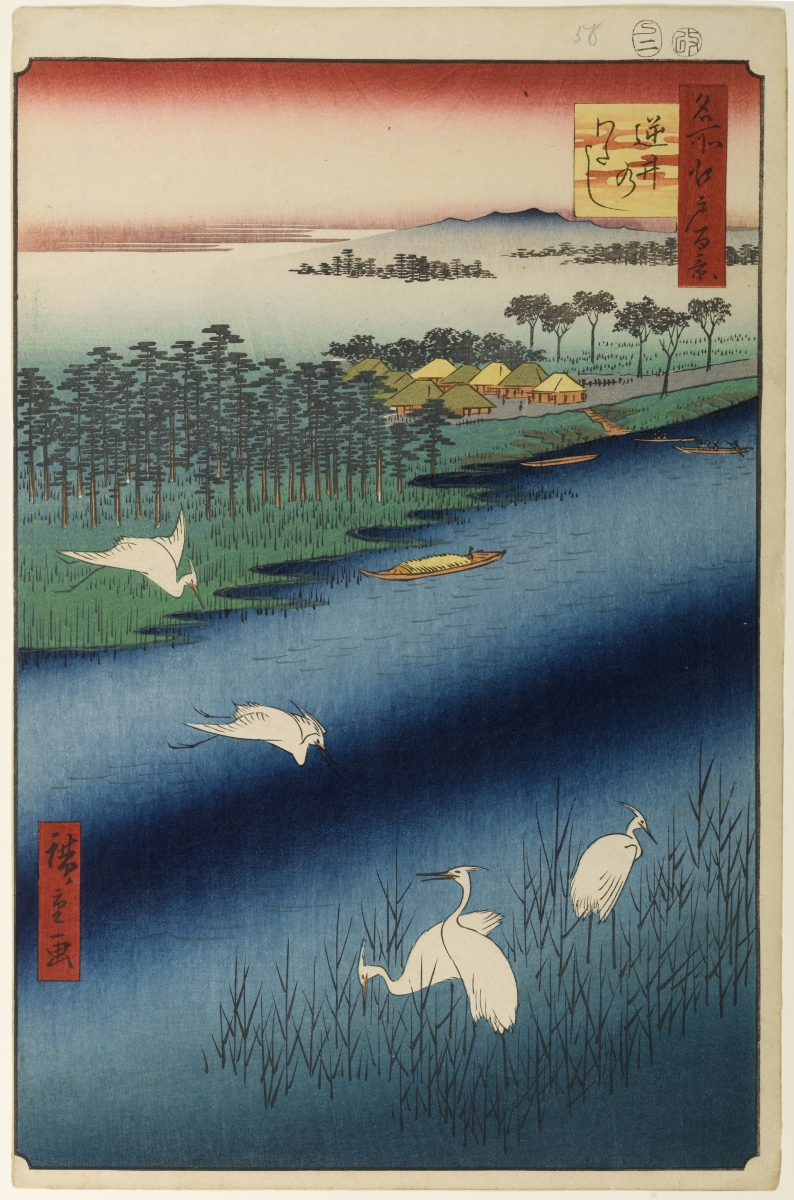
佐倉道沿い亀戸村と小松川村をつなぐ中川の「逆井の渡し」

江戸幕府により「佐倉道」「佐倉街道」と命名された街道であり、水戸街道新宿から佐倉城に至る。しかし、この街道を経由して成田山新勝寺へ至る成田参詣が隆盛するに従い、文化年間頃より「成田道」「成田街道」という愛称で呼ばれるようになった。
現在は千葉県道路愛称名により「成田街道」と呼ばれているが、江戸幕府により制定された佐倉街道のことである。
東京都内については、水戸街道の新宿追分より南方に分岐して新金線・京成金町線・北総鉄道・柴又街道と順次交差し、リブレ京成新柴又店北側道路を経て江戸川土手に至る。途中、桜道中学校や親水さくらかいどうなど街道に由来した名前の施設が点在する。千葉県内では概ね国道14号・国道296号と一致し、市川宿・八幡宿・船橋宿・大和田宿（八千代市）・臼井宿（佐倉市）を経て佐倉城下に至る。その延長線上に、芝山を経て九十九里浜、あるいは多古を経て佐原に至る多古街道があり、酒々井で左折すると酒々井宿（酒々井町）を経て成田に至る成田道が続いていた。

### 途中の市町村
- 東京都
  - 葛飾区
  - 江戸川区
- 千葉県
  - 市川市
  - 船橋市
  - 八千代市
  - 佐倉市

## 千葉佐倉道
現在、千葉県道路愛称名において「佐倉街道」と呼ばれている道は、国道51号（千葉県道22号千葉八街横芝線重複）の千葉市中央区本町1丁目の広小路交差点～佐倉市神門の神門交差点間と、千葉県道65号佐倉印西線の神門交差点～佐倉市海隣寺町の海隣寺交差点間を指し示す。
元は中世において千葉氏が亥鼻城（千葉）と本佐倉城（佐倉、ただし現在の行政地域では酒々井町に入る）を結んだ街道にルーツを持ち、江戸時代に佐倉藩が佐倉城と寒川湊（現在の千葉港）を結ぶ街道として整備したため、「佐倉道」「佐倉街道」と呼称された道である。江戸へ廻漕する年貢米を寒川湊の御米蔵へ運ぶのに使われたため「南年貢道」とも呼ばれた。
この道も江戸から東京湾経由で寒川湊に上陸した成田山詣の旅行者が千葉妙見宮あるいは千葉寺を参拝してから成田山新勝寺に向かうのに便利であったために、こちらも「成田道」「成田千葉寺道」という愛称で呼ばれるようになった。

### 途中の市町村
- 千葉市
  - 中央区
  - 若葉区
- 四街道市
- 佐倉市

## そのほかの佐倉街道
上記の水戸佐倉道が通ずる以前は両国橋から荒川まで国道14号南方を竪川・首都高速7号小松川線に沿い、荒川から小岩までは五分一通り・国道14号の道筋が江戸から佐倉へ至る街道であった。水戸佐倉道が通じた後は元佐倉道と呼ばれるようになり、さらに明治に入ると千葉街道と改称した。現在は荒川以西の区間が「旧千葉街道」と呼ばれる。
千葉佐倉道から千葉市若葉区貝塚町の「四街道入口」交差点で分岐する千葉県道64号千葉臼井印西線の、国道296号（水戸佐倉道）に合流する佐倉市臼井までの区間も「佐倉街道」と呼ばれることがある。但し、現地で本ルートを佐倉街道と呼ぶ場合は四街道市物井で本ルートから右分岐し、千葉県道136号佐倉停車場千代田線を経て佐倉市街に至るルートであり、残部分は「臼井街道」と呼ばれる。臼井街道は中世に成立した、亥鼻城と臼井城を結んでいた経路である。
江戸時代にはこちらの道も年貢米を運ぶのに使われたため「北年貢道」とも呼ばれた。